# Al Herman
Al Herman (ur. 15 marca 1927 roku w Topton, zm. 18 czerwca 1960 roku w West Haven) – amerykański kierowca wyścigowy.

## Kariera
W swojej karierze Herman startował jedynie w Stanach Zjednoczonych w AAA National Championship oraz USAC National Championship. W mistrzostwach AAA nigdy nie stawał na podium. W 1955 roku dorobek 380 punktów dał mu jedenaste miejsce w końcowej klasyfikacji kierowców. W USAC National Championship jedynie w sezonie 1957 zdobywał punkty, kiedy to był 38 w klasyfikacji generalnej. W latach 1955-1957 oraz 1959-1960 Amerykanin startował w słynnym wyścigu Indianapolis 500 zaliczanym do klasyfikacji Formuły 1.

## Śmierć
Herman zginął na torze wyścigowym West Haven Speedway w Connecticut podczas karambolu na pierwszym okrążeniu głównego wyścigu samochodów Midget-Car.

## Starty w Formule 1

### Tablica wyników
| Legenda oznaczeń w tabelach wyników Wyświetl szablon na nowej stronie | Legenda oznaczeń w tabelach wyników Wyświetl szablon na nowej stronie                                                                     |
| Oznaczenie                                                            | Wyjaśnienie |
| --------------------------------------------------------------------- | --- |
| Złoty                                                                 | Zwycięzca lub mistrzostwo |
| Srebrny                                                               | 2. miejsce lub wicemistrzostwo |
| Brązowy                                                               | 3. miejsce lub II wicemistrzostwo |
| Zielony                                                               | Ukończył, punktował (w klasyfikacji generalnej, gdy zdobył co najmniej jeden punkt na przestrzeni sezonu, poza trzema powyższymi opcjami) |
| Niebieski                                                             | Ukończył, nie punktował (w klasyfikacji generalnej, gdy nie zdobył co najmniej jednego punktu na przestrzeni sezonu)                      |
| Czerwony                                                              | Nie zakwalifikował się (NZ) |
| Czerwony                                                              | Nie prekwalifikował się (NPK) |
| Różowy                                                                | Nie ukończył (NU) |
| Różowy                                                                | Niesklasyfikowany (NS) (w klasyfikacji generalnej, gdy nie został sklasyfikowany w żadnym wyścigu sezonu)                                 |
| Czarny                                                                | Zdyskwalifikowany (DK) |
| Czarny                                                                | Wykluczony (WYK/EX) |
| Biały                                                                 | Nie wystartował (NW) |
| Biały                                                                 | Kontuzjowany (K/INJ) |
| Biały                                                                 | Wyścig odwołany (OD/C) |
| Bez koloru                                                            | Został wycofany (WYC/WD) |
| Bez koloru                                                            | Nie przybył (NP/DNA) |
| Bez koloru                                                            | Nie brał udziału w treningach (NT/DNP) |
| Bez koloru                                                            | Nie został zgłoszony (–) |
| Pogrubienie                                                           | Start z pole position |
| Kursywa                                                               | Najszybsze okrążenie wyścigu |
| †                                                                     | Nie ukończył, ale jego rezultat został zaliczony ze względu na przejechanie więcej niż 90% dystansu wyścigu.                              |
| *                                                                     | Sezon w trakcie |
| 1/2/3                                                                 | Punktowana pozycja w sprincie kwalifikacyjnym                                                                                             |
| Lista systemów punktacji Formuły 1                                    | |

| Rok  | Zespół       | Silnik      | Wyniki w poszczególnych eliminacjach | Wyniki w poszczególnych eliminacjach | Wyniki w poszczególnych eliminacjach | Wyniki w poszczególnych eliminacjach | Wyniki w poszczególnych eliminacjach | Wyniki w poszczególnych eliminacjach | Wyniki w poszczególnych eliminacjach | Wyniki w poszczególnych eliminacjach | Wyniki w poszczególnych eliminacjach | Wyniki w poszczególnych eliminacjach | Punkty | Pozycja |
| ---- | ------------ | ----------- | ------------------------------------ | ------------------------------------ | ------------------------------------ | ------------------------------------ | ------------------------------------ | ------------------------------------ | ------------------------------------ | ------------------------------------ | ------------------------------------ | ------------------------------------ | ------ | ------- |
| 1955 | Kurtis Kraft | Offenhauser | ARG                                  | MON                                  | 500                                  | BEL                                  | NLD                                  | GBR                                  | ITA                                  |                                      |                                      |                                      | 0      | 32      |
| 1955 | Kurtis Kraft | Offenhauser | 7                                    |                                      |                                      |                                      |                                      |                                      |                                      |                                      |                                      |                                      | 0      | 32      |
| 1956 | Kurtis Kraft | Offenhauser | ARG                                  | MON                                  | 500                                  | BEL                                  | FRA                                  | GBR                                  | DEU                                  | ITA                                  |                                      |                                      | 0      | NS      |
| 1956 | Kurtis Kraft | Offenhauser | NU                                   |                                      |                                      |                                      |                                      |                                      |                                      |                                      |                                      |                                      | 0      | NS      |
| 1957 | Dunn         | Offenhauser | ARG                                  | MON                                  | 500                                  | FRA                                  | GBR                                  | DEU                                  | PES                                  | ITA                                  |                                      |                                      | 0      | NS      |
| 1957 | Dunn         | Offenhauser | NU                                   |                                      |                                      |                                      |                                      |                                      |                                      |                                      |                                      |                                      | 0      | NS      |
| 1959 | Dunn         | Offenhauser | MON                                  | 500                                  | NLD                                  | FRA                                  | GBR                                  | DEU                                  | PRT                                  | ITA                                  | USA                                  |                                      | 0      | 44      |
| 1959 | Dunn         | Offenhauser | 13                                   |                                      |                                      |                                      |                                      |                                      |                                      |                                      |                                      |                                      | 0      | 44      |
| 1960 | Ewing        | Offenhauser | ARG                                  | MON                                  | 500                                  | NLD                                  | BEL                                  | FRA                                  | GBR                                  | PRT                                  | ITA                                  | USA                                  | 0      | NS      |
| 1960 | Ewing        | Offenhauser | NU                                   |                                      |                                      |                                      |                                      |                                      |                                      |                                      |                                      |                                      | 0      | NS      |

### Podsumowanie startów
| Ważne wyścigi     | Ważne wyścigi               |
| ----------------- | --------------------------- |
| Debiut            | Indianapolis 500 1955 (#1)  |
| Ostatni           | Indianapolis 500 1960 (#5)  |
| Najwyższe pozycje |                             |
| Kwalifikacje      | 16 ( Indianapolis 500 1955) |
| Wyścig            | 7 ( Indianapolis 500 1955)  |